# 야마다 유스케
야마다 유스케(1987년 7월 29일 ~ )는 일본의 배우로, 유닛인 D-Boys의 전 멤버이다.

## 출연작

### TV 드라마
- 2010년 ~ 2011년 가면라이더 오즈 - 우바 역

## 영화
- 극장판 가면라이더 오즈 WONDERFUL 장군과 21개의 코어메달 - 우바 역
- 가면라이더 오즈 10th 부활의 코어메달 - 우바 역